# Liste der Autobahnen in Griechenland

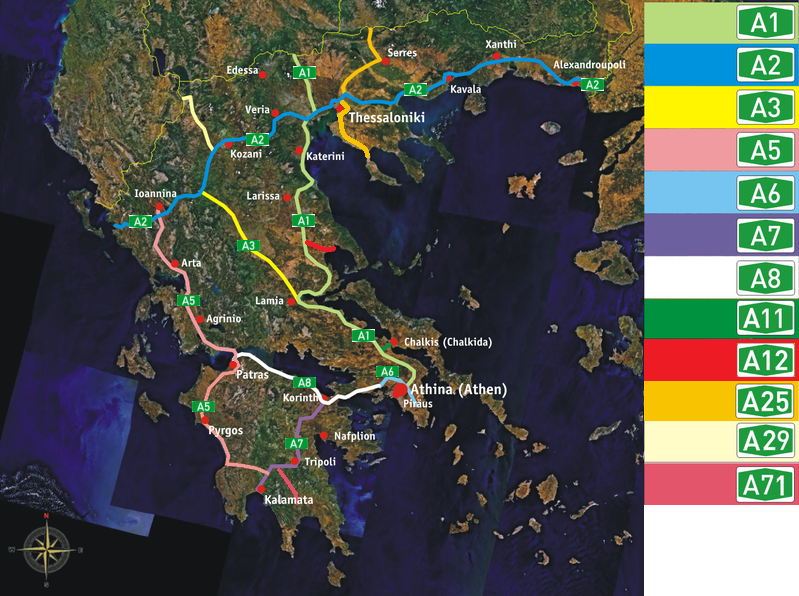
Verläufe der Autobahnen auf dem griechischen Festland

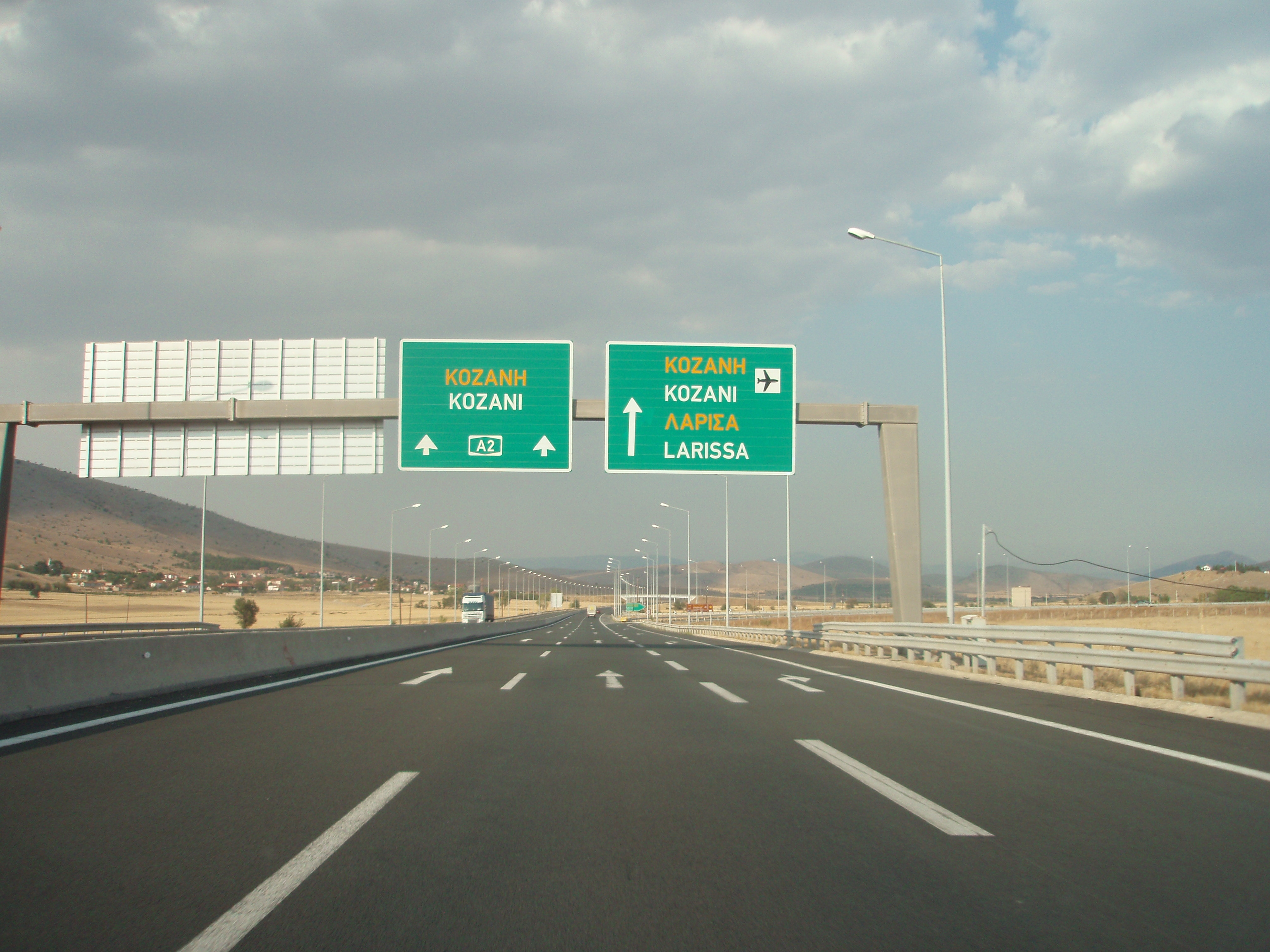
Autobahn 2 (Egnatia Odos). Wegweiser für die Ausfahrt Kalamia (Kozani-Süd).

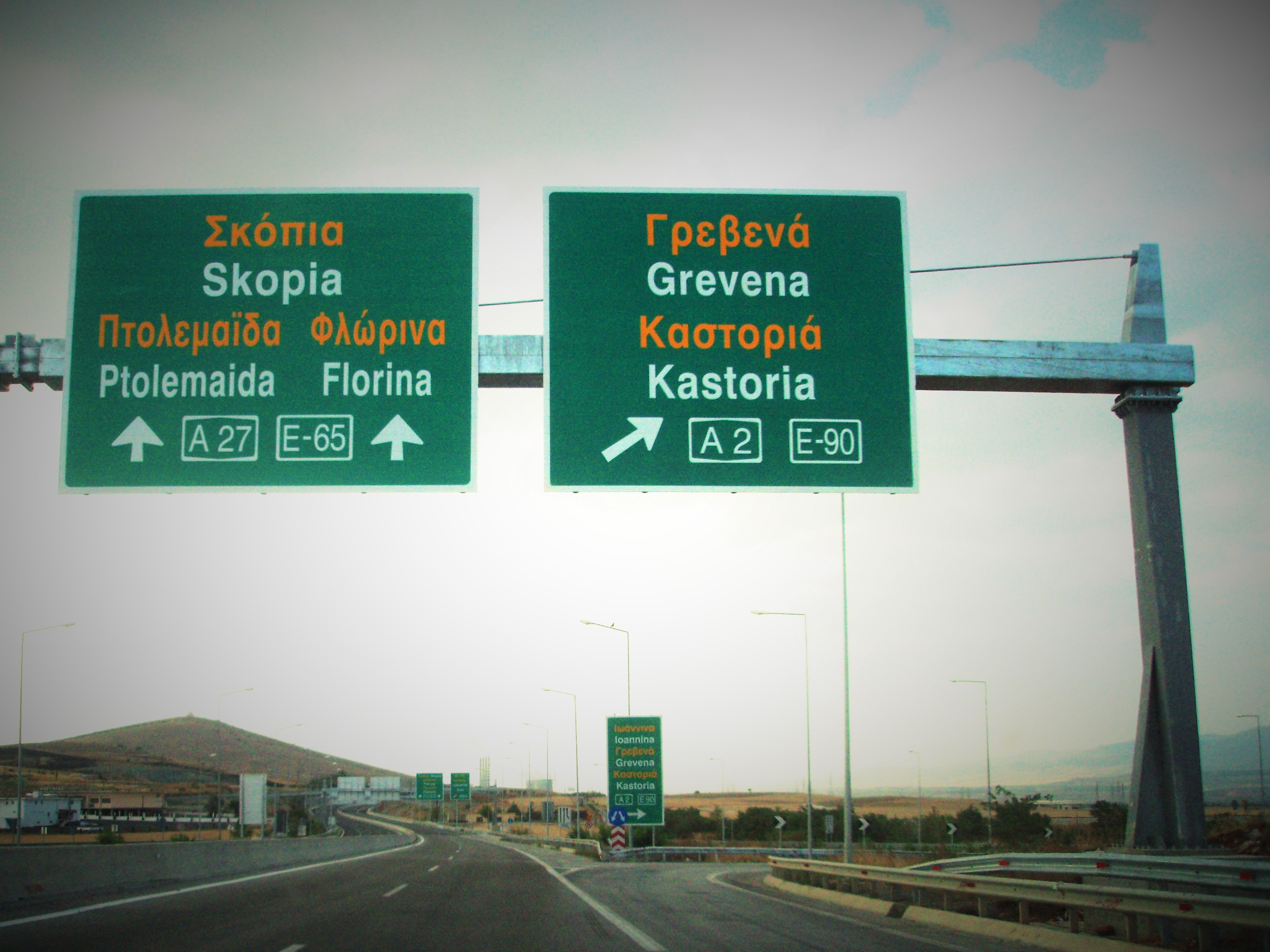
Autobahn 27. Wegweiser für das Autobahnkreuz Kozani-Nord (zur Autobahn 2).

Dies ist eine Liste aller griechischen Autobahnen (Karte von 2010).

## Definition
Der griechische Straßenverkehrskodex (Κώδικας Οδικής Κυκλοφορίας - K.O.K.) definiert Autobahnen wie folgt:

„Autobahn: Straße spezieller Planungs- und Bauart für den Verkehr von Kraftfahrzeugen und Motorrädern, welche nicht die angrenzenden Grundstücke bedient und

a) je eine Richtungsfahrbahn für eine Fahrtrichtung, welche durch einen Mittelstreifen oder durch andere Mittel voneinander getrennt sind,

b) keine höhengleiche Kreuzung mit einer anderen Straße, einem anderen Weg, einer Eisenbahn- oder Straßenbahntrasse aufweist,

c) durch das Ministerium für Umwelt, Raumordnung und Öffentliche Bauten als Autobahn bestimmt ist und spezielle Beschilderungen für Autobahnen aufweist.“

## Bezeichnung
Die griechische Bezeichnung für Autobahn lautet Aυτoκινητόδρoμoς (phonetisch: Aftokinitodromos, transliteriert: Autokinētódromos; wörtliche Übersetzung: Automobilstraße). Als Bezeichner für Autobahnen werden drei Varianten verwendet:
- Namen - z. B. Εγνατία Οδός (Egnatia Odos) für die Autobahn 2 oder Αυτοκινητόδρομος Μωρέας (Aftokinitodromos Moreas) für die Autobahn 7
- Autobahn und Nummer - z. B. Αυτοκινητόδρομος 2 (Aftokinitodromos 2) für die Autobahn 2, Αυτοκινητόδρομος 7 (Aftokinitodromos 7) für die Autobahn 7
- Abkürzung - z. B. A2 für die Autobahn 2 (Aftokinitodromos 2, Egnatia Odos) oder A7 für die Autobahn 7 (Aftokinitodromos 7, Aftokinitodromos Moreas)

Das Präfix „GR“ vor der Autobahnnummer (z. B. GR-A2) ist keine offizielle Abkürzung. Sie wird (auch hier) zur Unterscheidung von anderen Autobahnen (z. B. der deutschen A2) angewendet.

## Geschichte
Bis zum Ende der 1950er Jahre gab es in Griechenland nur Nationalstraßen. Im Laufe des immer weiter steigenden Verkehrsaufkommens sowohl im Land selbst als auch durch Transit von Personen und Gütern sind Straßen mit den charakteristischen Kennzeichen einer Autobahn als solche auch eingestuft worden. Eine strikte Definition und Ausweisung von Autobahnen in Griechenland erfolgte erst zu Beginn des 21. Jahrhunderts mit dem Bau der Attiki Odos (A6) in Athen und Umgebung sowie dem Bau der Egnatia Odos (A2) in Nordgriechenland.
Die Ende des 20. und Anfang des 21. Jahrhunderts erfolgten Bauten von Autobahnen wurden in erheblichem Maße von der Europäischen Union als Infrastrukturmaßnahmen im Rahmen der transeuropäischen Verkehrsnetze mitfinanziert. Inwieweit die schwere griechische Finanz- und Schuldenkrise das Bauprogramm behindert bzw. modifiziert ist unklar. Projekte wie die A14 von Lamia über Karpenisi nach Agrinio/Angelokastro sind aufgrund der hohen Baukosten durch die stark gebirgige Topographie (Pindos- und Agrafagebirge) einer Realisierung nicht näher gerückt.
Am besten erkennbar ist eine griechische Autobahn an der Beschilderung. Während bis zur „Einführung der Autobahnen“ alle griechischen Straßenschilder weiße Schrift (englische Bezeichnungen) und gelbe Schrift (griechische Bezeichnungen) auf blauem Grund aufwiesen, zeigen Autobahnen weiße Schrift (englische Bezeichnungen) und gelbe Schrift (griechische Bezeichnungen) auf grünem Grund.

## Beschilderung

Verkehrszeichen PI-27: Beginn einer Autobahn in Griechenland

Die Beschilderungen von Autobahnen ist in einem technischen Regelwerk des Zentralsekretariats für Öffentliche Bauten des Ministeriums für Umwelt, Raumordnung und Öffentliche Bauten 2003 festgelegt worden. Die in diesem Regelwerk festgelegten Beschilderungen entsprechen sehr stark der Beschilderung auf deutschen Autobahnen. Entsprechend ist die bei der Beschilderung verwendete Schrift Schrift DIN 1451 in lateinischen und griechischen Buchstaben. Sie hat die bis zum Ende des 20. Jahrhunderts verwendete Schrift Transport UK abgelöst. Griechische Autobahnen werden mit der Farbe Grün beschildert, dies dient der Abgrenzung gegenüber der bei Überlandstraßen verwendeten Farbe Blau.
Aufgrund der Fertigstellung von Autobahnteilstücken vor der gesetzlichen bzw. verwaltungsrechtlichen Regulierung der Beschilderung sind auf griechischen Autobahnen auch Schilder mit anderer Schriftart (z. B. Arial oder Helvetica) vorhanden.

## Nummerierung und Klassifikation
Die Nummerierung erfolgt angelehnt an die Nummerierung der griechischen Nationalstraßen. Sie wurde 2009 verbindlich durch das Ministerium für Umwelt, Raumordnung und Öffentliche Bauten festgelegt. Ausschlaggebend für die Nummerierung ist die Klassifikation der Strecken bzw. Trassen in horizontale (Ost-West) und vertikale (Nord-Süd) Verläufe. Die Verläufe sind näherungsweise zu verstehen, da auch Autobahnen mit Verlauf von Südwesten nach Nordosten (Beispiel: A7 auf der Peloponnes) einer dieser beiden Kategorien zugeordnet werden.
- Ungerade nummerierte Autobahnen verlaufen von Norden nach Süden (oder umgekehrt).
- Gerade nummerierten Autobahnen verlaufen von West nach Ost (oder umgekehrt).
- Autobahnen mit hoher Trassenlänge (Hauptverkehrsachsen) werden einstellig nummeriert (A1 bis A9)
- Autobahnen mit mittlerer Trassenlänge werden zweistellig nummeriert (A10 bis A99)
- Autobahnen mit geringer Trassenlänge werden dreistellig nummeriert (A100 bis A999)
- Die zwei- und dreistellig nummerierten Autobahnen werden anhand ihrer Relation zu den einstellig oder zweistellig nummerierten Autobahnen sowie anhand ihrer Lage in Ballungsräumen mit Nummern versehen.

Aus diesen Regeln ergibt sich für das Beispiel der Egnatia Odos (A2) in Nordgriechenland (große Ost-Westverbindung)
- Alle Kreuzungs- und Zubringerautobahnen zur Egnatia Odos (A2) werden mit den Nummern A20 bis A29 versehen
  - Die Autobahn Ieropigi (albanische Grenze) – Kastoria – Siatista (A2) erhält die Nummer A29
  - Die Autobahn Ptolemaida – Kozani (A2) erhält die Nummer A27
  - Die Autobahn Promachonas (bulgarische Grenze) – Serres – Langadas (A2) erhält die Nummer A25
  - Die Autobahn Thessaloniki (A2) – Nea Moudania – Kassandra erhält ebenfalls die Nummer A25 (Fortsetzung der Autobahn Promachonas – Serres – Langadas)
  - Die geplante Autobahn (heutige Nationalstraße 14) Kavala (A2) – Nea Zichni – Serres (A25) erhält die Nummer A22
  - Die geplante Autobahn (heutige Nationalstraße 53) Komotini (A2) – Nymfea (bulgarische Grenze) erhält die Nummer A23
  - Die geplante Autobahn (heutige Nationalstraße 51) Ardanio (A2) – Soufli – Didymoticho – Orestiada – Ormenio (bulgarische Grenze) erhält die Nummer A21
  - Der geplante Autobahnzubringer von der A2 nach Alexandroupolis erhält die Nummer A20

Auf kleineren Streckenabschnitten können zwei Autobahnen die gleiche Autobahntrasse benutzen: Die A1 hat mit der A2 im Abschnitt Klidi – Axios in Nordgriechenland eine gemeinsame Trasse. Für die A25 ist ebenfalls ein gemeinsamer Trassenverlauf mit der A2 im Bereich Autobahnkreuz Langadas – Autobahnkreuz Efkarpia/Titan vorgesehen.
Eine Abweichung von der dargestellten Systematik ergibt sich für die Insel Kreta: die Hauptverkehrsachse (heutige Nationalstraße 90) soll nach ihrem Ausbau zur Autobahn keine einstellige, sondern eine zweistellige Nummerierung (A90) erhalten. Die Nummer A9 wäre verfügbar, sofern die Umgehung von Patras entsprechend der Festlegung der Nummerierung im Januar 2008 als Fortsetzung der A5 aufgefasst wird.
Mit der Kodifizierung der Autobahnnummerierung im Januar 2008 sind auch Unklarheiten beseitigt worden. In Kartenwerken war beispielsweise die autobahnähnlich ausgebaute Trasse von Thessaloniki über Nea Moudania nach Kassandra mit der Nummer A67 in Anlehnung an die analog verlaufende Nationalstraße 67 angegeben. Diese Trasse ist seit Januar 2008 als A25 ausgewiesen. Ein ähnliches Beispiel betrifft die autobahnähnlich ausgebaute Trasse zwischen dem Autobahnkreuz Velestino (A1) und der Stadt Volos: Die mit A12 bezeichnete Trasse wurde anhand der analog verlaufende Nationalstraße 6 als A6 oder als A30 (in Anlehnung an die allerdings südlicher verlaufende Nationalstraße 30) bezeichnet. Die Nummer A6 ist für die Autobahn Attiki Odos in Athen vergeben worden. Die Nummer A30 ist mit dem Stand Januar 2008 keiner existierenden oder geplanten Strecke zugeordnet.
Die Nummerierungsschilder entsprechen den deutschen Autobahnnummernschildern: anstelle der Hintergrundfarbe blau wird grün verwendet. Darüber hinaus ist die Gestaltung der Nummerierungsschilder gegenwärtig uneinheitlich. Während beispielsweise auf der Umgehung von Patras die Autobahn 8 mit einer Nummer ohne A ausgeschildert ist, ist die Autobahn 2 mit einer Nummer und einem vorhergehenden A ausgeschildert. Das 2003 in Kraft getretene technische Regelwerk schreibt ein A vor der Autobahnnummer vor.
Für die städtischen Ballungsbezirke sind folgende dreistellige Autobahnnummern festgelegt worden:
- Athen und Piräus (Attika) – A61 bis A69, A610 bis A699
- Iraklio (Kreta) – A991 bis A999
- Patras (Peloponnes) – A581 bis A589
- Lamia (Zentralgriechenland) – A131 bis A139
- Larisa (Zentralgriechenland) – A141 bis A149
- Thessaloniki (Zentralmakedonien) – A121 bis A129
- Ioannina (Epirus) – A521 bis A529

Nach gegenwärtig veröffentlichtem Stand ist auf den beiden großen Inseln Korfu (Kerkyra) und Rhodos keine Ausweisung einer Autobahn vorgesehen.

## Liste der Autobahnen
| Nr.  | Europastraßen         | Von (Nord bzw. West) | Bis (Süd bzw. Ost)   | Via | Länge      |
| ---- | --------------------- | -------------------- | -------------------- | --- | ---------- |
| A1   | E65 · E75 · E90 · E92 | NMK / Evzoni         | Athen /              | Axios − Katerini − Larisa − Velestino − Lamia − Thiva − Atalanti                                                                                           | ca. 550 km |
| A2   | E55 · E75 · E90 · E92 | Igoumenitsa          | Kipi / TR            | Ioannina − Metsovo − Grevena − Siatista − Kozani − Veria − Klidi − Axios − Thessaloniki − Langadas – Kavala – Xanthi – Komotini – Alexandroupoli − Ardanio | ca. 670 km |
| A3   | E92                   | Kallithea /          | Anthili /            | Kalambaka – Trikala – Karditsa − Lamia | ca. 175 km |
| A4   | E92                   | Trikala /            | Larisa /             | Farkadona − Gonni |            |
| A5   | E55 · E951            | Ioannina /           | Rio /                | Filippiada − Arta − Amfilochia − Agrinio − Angelokastro − Mesolongi − Rio-Andirrio-Brücke − Rio − Patras (Umfahrung)                                       | ca. 196 km |
| A6   | E94                   | Elefsina /           | Spata /              | Marousi − Metamorfosi − Glyka Nera | ca. 65 km  |
| A7   | E55 · E65             | Korinth /            | Kalamata             | Nestani − Tripoli − Megalopoli − Tsakona | ca. 150 km |
| A8   | E55 · E65 · E75 · E94 | Patras /             | Athen                | Rio − Egio − Korinth − Megara − Elefsina | ca. 215 km |
| A11  |                       | Schimatari /         | Chalkida             | | ca. 11 km  |
| A23  |                       | BG / Nymfea          | Komotini /           | | ca. 50 km  |
| A25  | E79 · E90             | BG / Promachonas     | Kallithea            | Serres − Thessaloniki − Thessaloniki − Kato Scholari − Nea Kallikratia − Nea Moudania                                                                      | ca. 200 km |
| A27  | E65 · E86             | NMK / Niki           | Kozani /             | Florina − Amyndeo − Ptolemaida | ca. 100 km |
| A29  | E86                   | AL / Krystallopigi   | Siatista /           | Koromilia − Kastoria − Neapoli − Mikrokastro | ca. 75 km  |
| A52  |                       | Preveza              | Amfilochia /         | Aktio-Vonitsa | ca. 50 km  |
| A61  | E94                   | Rafina               | Athen /              | |            |
| A62  |                       | Athen /              | Athen (Terminal)     | | ca. 4 km   |
| A64  |                       | Athen–Katechaki      | Athen–Pallini        | Athen–Dimokritos − Athen–Leondario | ca. 20 km  |
| A65  |                       | Egaleo /             | Aspropyrgos /        | | ca. 5 km   |
| A71  | E961                  | Megalopoli /         | Sparta               | Pellana | ca. 100 km |
| A90  | E65 · E75             | Kastelli             | Sitia                | Chania − Souda − Rethymno − Iraklio − Malia − Chersonisos − Agios Nikolaos − Pachia Ammos                                                                  | ca. 200 km |
| A121 |                       | Kalochori /          | Efkarpia /           | Westlicher Abschnitt des Inneren Rings, Thessaloniki |            |
| A123 |                       | Kalamaria /          | Ethnikis Antistaseos | Südlicher Zubringer Thessaloniki |            |
| A141 |                       | A4                   | Viokarpet            | Südlicher Zubringer Larissa |            |
| A581 |                       | Glafkos /            | Hafen von Patras     | Innerstädtische Stichstraße zum Hafen von Patras |            |
| A642 |                       | Athen–Doukissis /    | Agia Paraskevi /     | Querspange Attiki Odos − Hymettos-Ring in Athen |            |

### Geplante Autobahnen
| Nr.  | Europastraßen | Von (Nord bzw. West)   | Bis (Süd bzw. Ost)     | Via                                                 | Länge      |
| ---- | ------------- | ---------------------- | ---------------------- | --------------------------------------------------- | ---------- |
| A12  |               | Velestino /            | Volos                  |                                                     | ca. 40 km  |
| A13  |               | Thiva /                | Elefsina /             |                                                     |            |
| A14  |               | Angelokastro /         | Lamia /                | Agrinio - Dytika Frangista − Karpenisi − Lianokladi | ca. 200 km |
| A20  |               | Alexandroupoli-Zentrum | Alexandroupoli-Nord /  |                                                     | ca. 5 km   |
| A21  |               | BG / Ormenio           | Ardanio /              | Kastanies − Orestiada − Didymoticho − Soufli        | ca. 120 km |
| A22  |               | Serres /               | Kavala /               | Nea Zichni                                          |            |
| A63  |               | Ilioupoli /            | Paiania /              | Äußerer Ring Athen                                  |            |
| A72  |               | Pyrgos /               | Nestani /              | Archea Olymbia − Langadia − Vytina                  | ca. 150 km |
| A97  |               | Iraklio /              | Agii Deka /            | Siva – Agia Varvara                                 |            |
| A98  |               | Pachia Ammos /         | Agii Deka /            | Agios Georgios - Ierapetra                          |            |
| A122 |               | Kalochori /            | Hafen von Thessaloniki | Nördlicher Zubringer Thessaloniki                   |            |